# Daimler SP250
El Daimler SP250 es un automóvil deportivo construido entre 1959 y 1964 por la Daimler Motor Company, un fabricante británico de Coventry. Fue el último automóvil lanzado por Daimler antes de que se vendiera su empresa matriz, la Birmingham Small Arms Company (BSA) a Jaguar en 1960.

## Concepto, diseño e ingeniería
Poco después de ser nombrado director ejecutivo de la División Automotriz de BSA en 1956, se le pidió a Edward Turner que diseñara un sedán impulsado por un motor V8. Los planos del motor se finalizaron en marzo de 1958, pero el prototipo de la berlina, número de proyecto DN250, no estaba todavía disponible para ser examinado por el comité formado en 1958 para informar sobre la viabilidad de los coches V8. La evaluación del comité se centró en los prototipos que se estaban probando en ese momento, que eran para el proyecto de automóvil deportivo SP250.
Según el estudio de viabilidad realizado por el comité, el SP250 generaría una ganancia de más de 700.000 libras, basándose en una proyección de 1500 coches vendidos en el primer año de producción y otros 3000 anuales durante el segundo y el tercer año de producción. Se esperaba que dos tercios de las ventas del automóvil se produjeran en los Estados Unidos. El estudio también determinó que la carrocería debería estar hecha de fibra de vidrio, lo que implicaba un tiempo más corto hasta el inicio de la producción, costos de utillaje de 16.000 libras frente a las 120.000 necesarias para fabricar carrocerías de acero, y un menor costo para actualizar el estilo del coche más adelante.
La versión original, más tarde llamada A-spec, podía alcanzar una velocidad de 120 mph (193 km/h), pero el chasis, un "bastidor de escalera de calibre 14 con refuerzos cruciformes" basado en el del Triumph TR3, se flexionaba tanto que ocasionalmente se abrían las puertas, dañando su reputación. Los parachoques eran originalmente un extra opcional. Con la especificación básica sin incluir parachoques completos, los coches de la especificación A tenían dos 'bigotes' cortos cromados en la carrocería a cada lado de la parrilla delantera y dos parachoques verticales cortos en la parte trasera, que no se incluían si se optaba por el parachoques trasero. Los primeros coches de la especificación A tenían huecos detrás de las manijas de las puertas, pero se eliminaron gradualmente.
La caja de cambios manual, la primera de este tipo utilizada por Daimler desde que comenzara a emplear cajas con preselector en toda su gama en la década de 1930, fue diseñada a la inversa de la caja de cambios Standard utilizada en el Triumph TR3A.

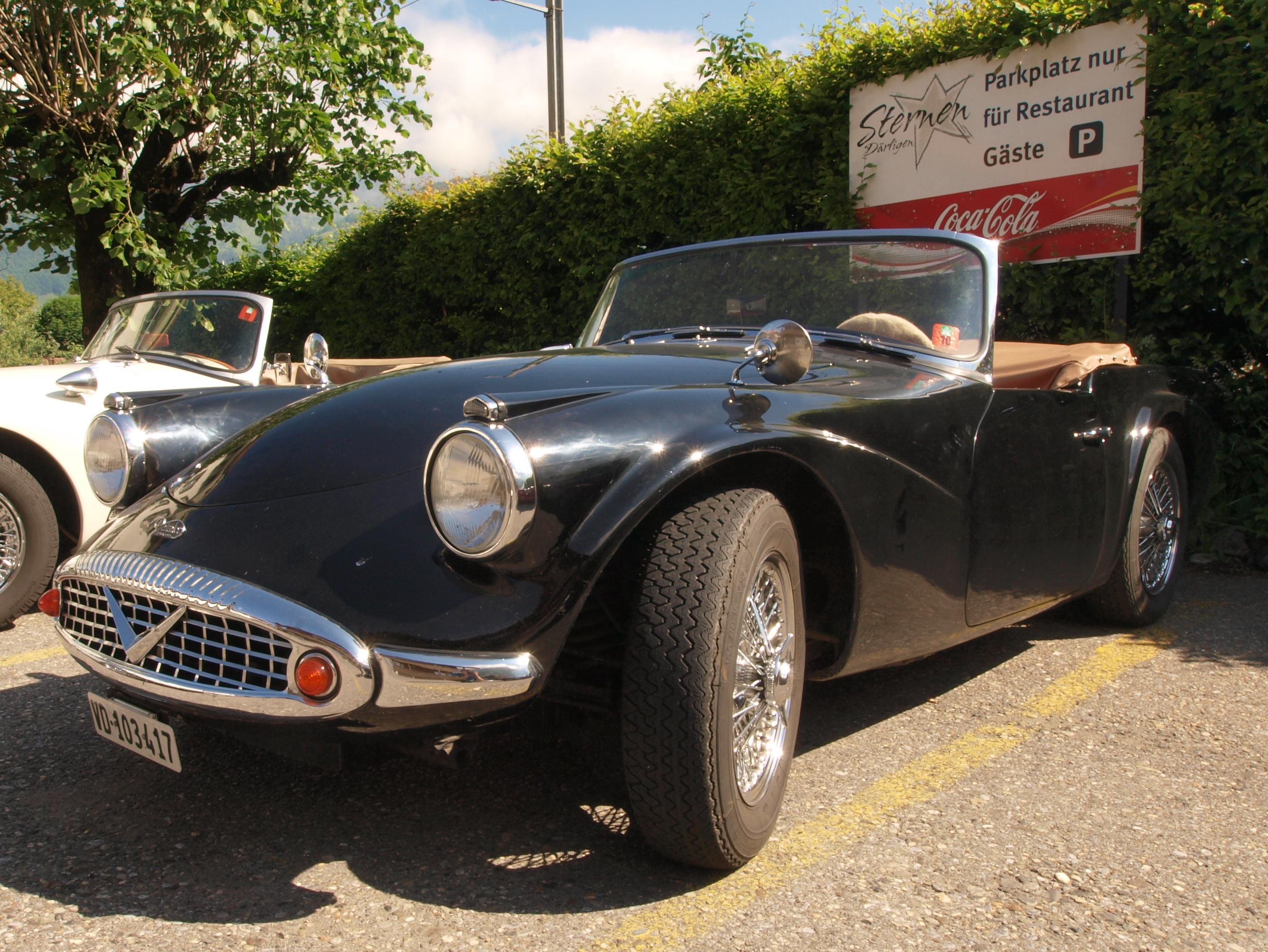
Especificación original SP250, con sus pequeños parachoques laterales cromados delanteros, conocidos como "bigotes"
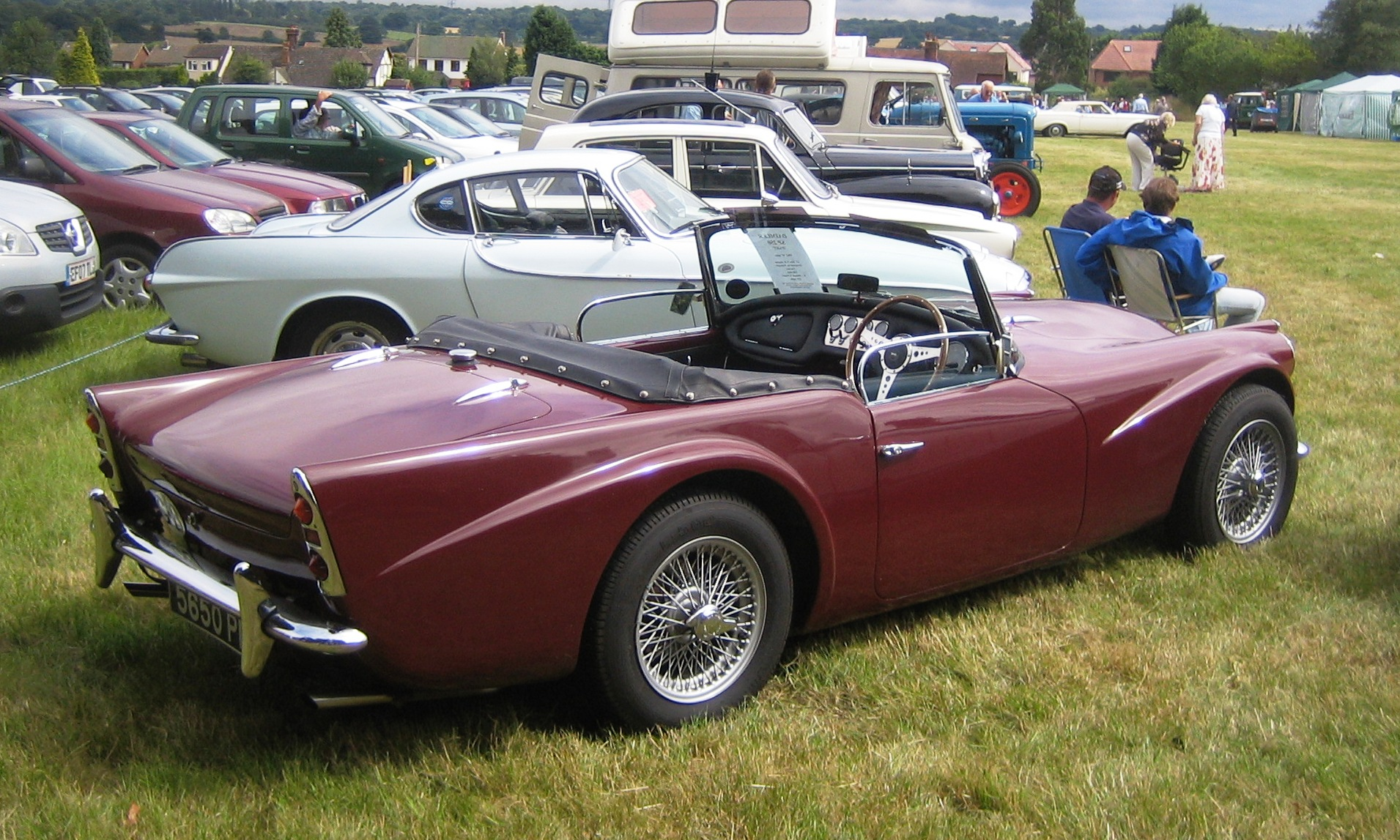
Vista trasera del coche sin la capota rígida
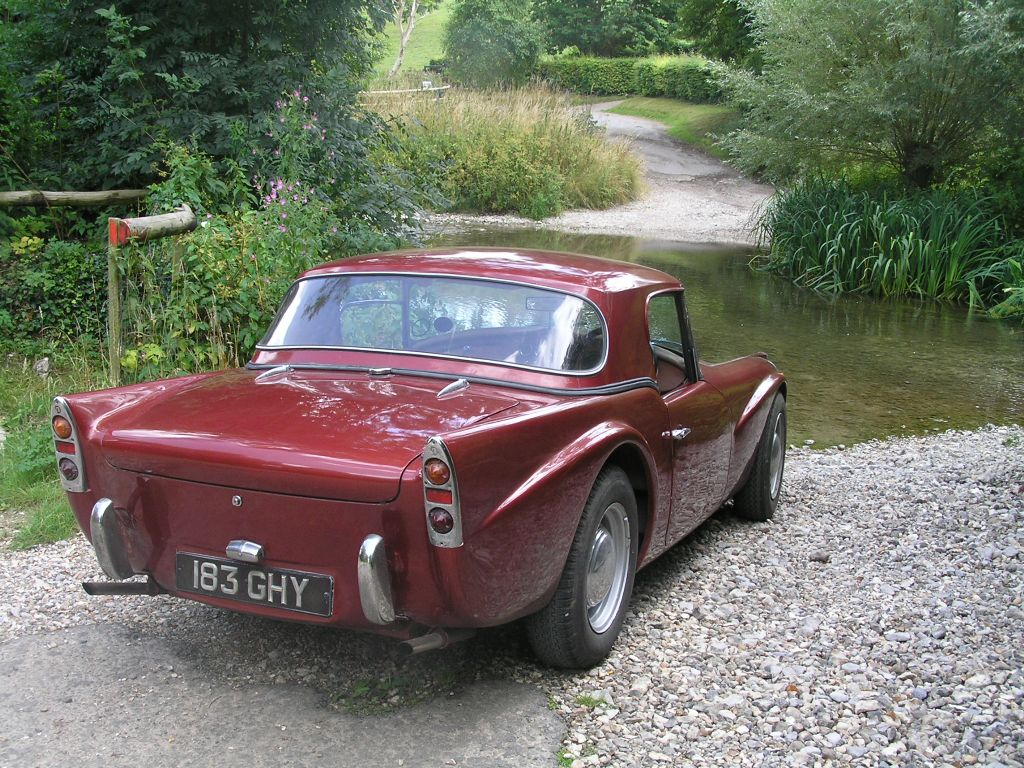
Vista trasera de un Daimler SP250 de 1959

### Especificaciones
El SP250 tenía una carrocería de fibra de vidrio, frenos de disco Girling en las cuatro ruedas y un motor V8 con cámaras hemisféricas de 2.5 litros diseñado por Edward Turner. El automóvil se describió como un 2+2, pero el asiento trasero en forma de banco ofrecía un espacio para las piernas muy limitado a menos que los asientos delanteros se empujaran completamente hacia adelante.
- Motor: V8 con bloque de hierro, refrigerado por agua, OHV, diámetro 76 mm x carrera 70 mm, cilindrada 2547 cc. Válvulas accionadas por árbol de levas central simple a través de varillas de empuje cortas con resortes de válvula dobles de alta resistencia. Culata con cámaras de combustión semiesféricas de aleación de aluminio. Cigüeñal rígido de 5 cojinetes de bancada, equilibrado dinámicamente. Relación de compresión 8.2:1. Dos  carburadores SU y una potencia de 140 caballos (141,9 CV) a 5800 rpm. Par máximo de 155 lb·pie (210 N·m) a 3600 rpm. Bomba de combustible eléctrica SU.
- Encendido: Bobina y distribuidor con avance y retardo automático convencional.
- Lubricación: Bomba de aceite de engranajes sumergida con filtro de flujo total. Capacidad del sumidero de 1,75 galones americanos (6,6 L).
- Refrigeración: Radiador presurizado con control de ventilador, bomba y termostato.
- Transmisión: 4 velocidades con transmisión manual en las tres relaciones superiores, prevista para añadir overdrive. Automático opcional.
- Eje trasero: Hipoide con bisel 3.58: 1
- Dirección: Leva y seguidor.
- Suspensión: Delantera independiente con resortes helicoidales. Eje vivo trasero con ballestas semielípticas. Amortiguadores de gran tamaño.
- Frenos: Discos Girling en las cuatro ruedas, de accionamiento hidráulico.[3]

### Extras opcionales
La dirección de Daimler decidió hacer que una gran cantidad de las características del automóvil fueran extras opcionales porque los aranceles de importación de automóviles en los Estados Unidos no se aplicaban a los extras opcionales.
Se podían solicitar los siguientes elementos para el automóvil estándar:
- Ruedas con radios de alambre
- Neumáticos de banda blanca
- Columna de dirección ajustable
- Techo duro
- Parachoques delanteros y traseros
- Lavaparabrisas
- Calentador
- Faros antiniebla
- Cinturones de seguridad
- Overdrive o caja de cambios automática

## Recepción

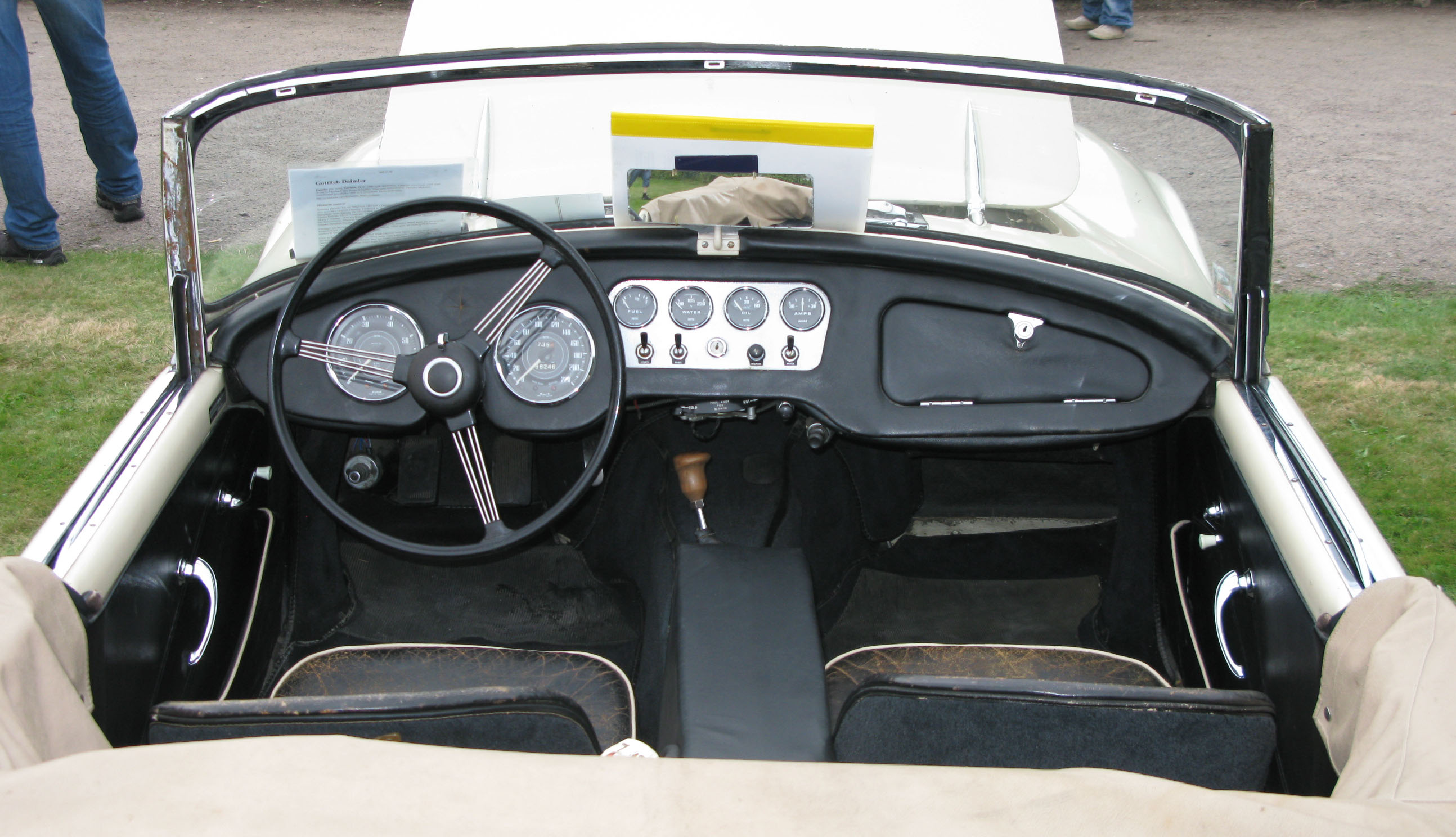
Interior de un SP250 de 1961 para circular por la izquierda

El SP250 fue lanzado como el Daimler Dart en abril de 1959 en el Salón del Automóvil de Nueva York, donde fue votado extraoficialmente como el coche más feo de la feria. Chrysler, cuya división Dodge era propietaria de la marca comercial del nombre del modelo "Dart", ordenó a Daimler que cambiara el nombre del modelo bajo la amenaza de emprender acciones legales. Con poco tiempo para encontrar un nuevo nombre, Daimler utilizó el número de proyecto, SP250, como número de modelo.

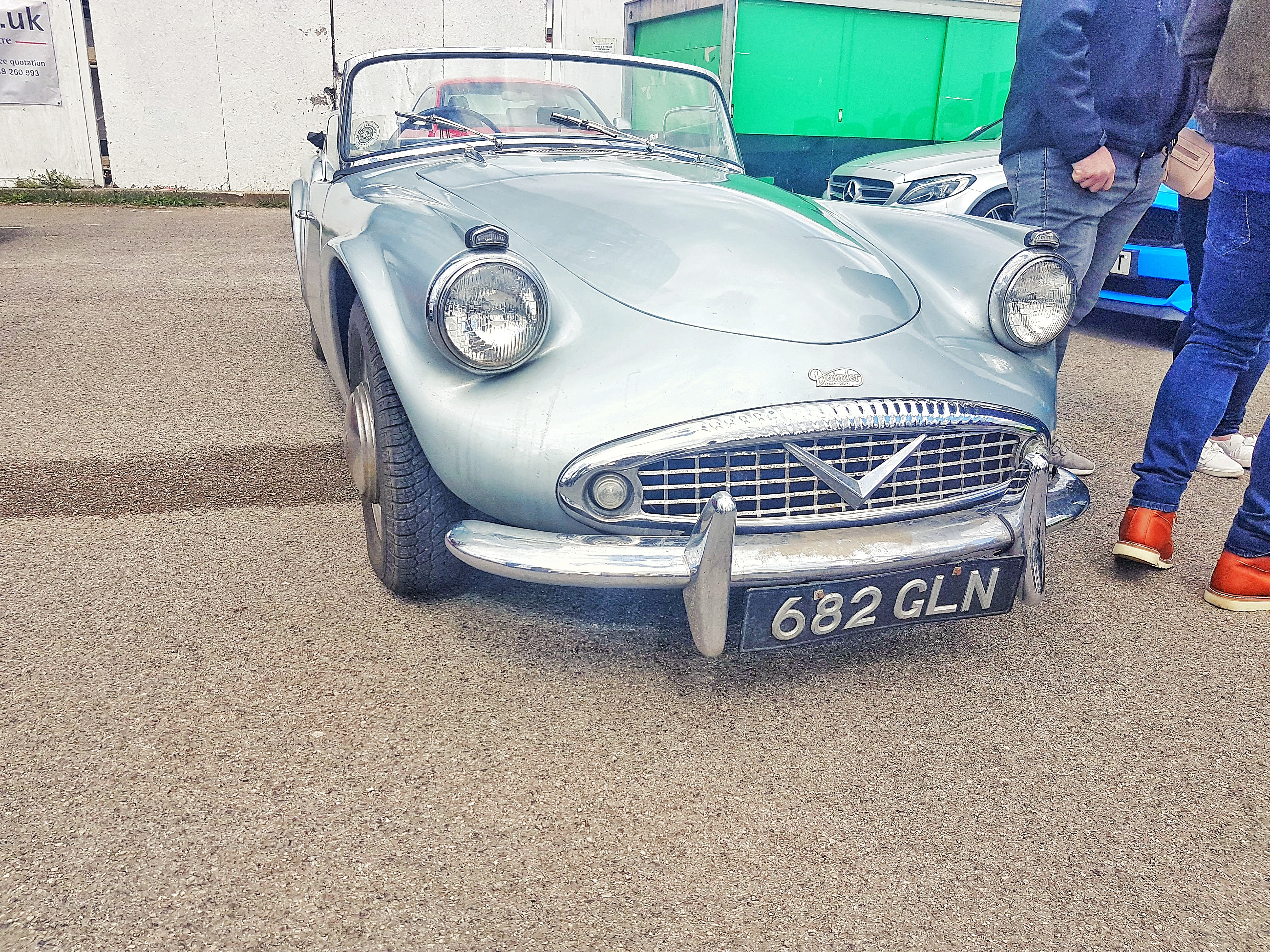
Daimler Dart SP250

### Vehículo policial
La Policía Metropolitana Británica de Londres utilizó entre veintiséis y treinta SP250 negros, empleados por el Departamento de Tráfico para equipararse con las elevadas velocidades de algunos vehículos, como las motocicletas preparadas del tipo Cafe Racer. Los coches de policía disponían de la caja de cambios automática Borg-Warner Modelo 8 de 3 velocidades,, que la Policía Metropolitana consideró mejor para el trabajo en la ciudad y las persecuciones a alta velocidad, y también resultó más económica, evitando el desgaste del embrague del cambio manual utilizado entre 18 y 24 horas al día. La policía de tráfico de Bristol, Cambridge, Liverpool, Mánchester, Southend y Surrey también utilizó el SP250 en persecuciones a alta velocidad, al igual que las fuerzas policiales de Australia y Nueva Zelanda.

## Desarrollo

### Especificación B

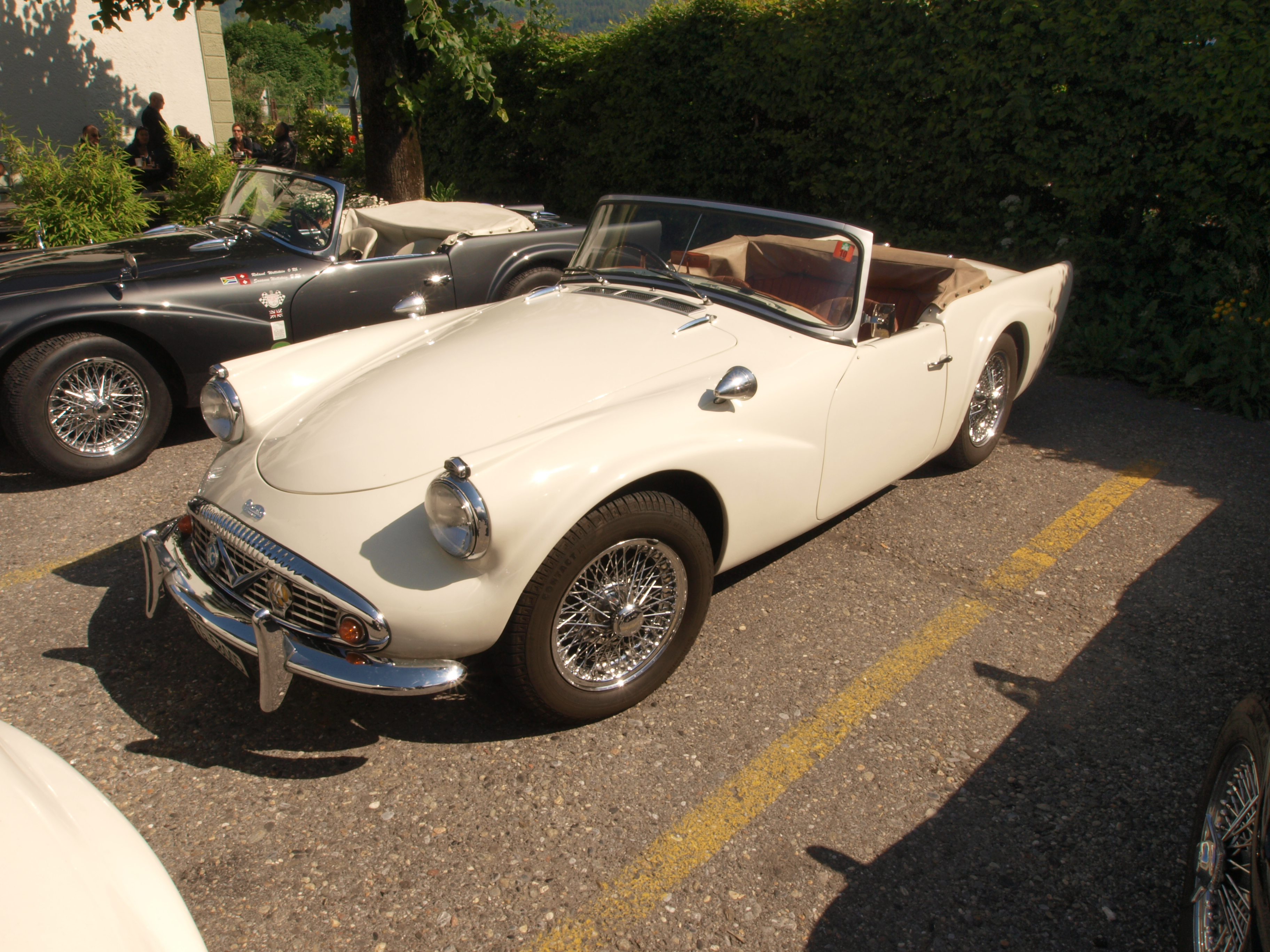
Versión posterior, con parachoques delantero sin "bigotes" y sin hueco detrás de la manija de la puerta

Jaguar compró Daimler en 1960 y se preocupó de inmediato por el problema de la flexión del chasis. Se lanzó la Especificación B , con estabilizadores adicionales en el chasis y un aro de refuerzo entre los pilares A. También hubo otras mejoras en los detalles, incluida una columna de dirección ajustable. Los coches de las especificaciones B y C tenían un parachoques frontal de una sola pieza, sin los 'bigotes' que tenía la Especificación A, y algunos no disponen del parachoques delantero opcional, adoleciendo de una escasa protección frontal.

### Especificación C
La versión C, introducida en abril de 1963, incluía un enchufe de carga lenta, una unidad de calentador/desempañador y un encendedor de cigarrillos como equipo estándar.

### Prototipos

#### DP250
El DP250 era un sedán deportivo basado en el chasis del SP250. Un DP250, construido sobre el chasis no. 100571, se exhibió en 1959 en el stand de Hooper durante la última aparición del carrocero en el Salón de Earls Court.
Daimler había preparado un folleto de ventas para el DP250, pero no entró en producción. Se realizaron entre dos y siete prototipos. El coche de exhibición tenía una carrocería de acero, pero algunos de los prototipos pudieron haber sido hechos de fibra de vidrio.
Después de que Jaguar Cars compró la Daimler Motor Company al adquirir BSA, William Lyons ordenó que se completara un prototipo DP250 con carrocería de fibra de vidrio. Al ver el coche terminado, mandó desguazarlo inmediatamente y terminó el proyecto. No se ha conservado ninguno de los prototipos; se cree que el coche de exhibición quedó destruido mientras se probaba en el MIRA.

#### SX250
Ogle Design produjo una versión cupé llamada SX250. Se mostró en el Salón del Automóvil de Earls Court de 1962, pero no fue adoptado por Daimler y el diseño de la carrocería se utilizó más tarde para el Reliant Scimitar.

#### SP252
El SP252 fue diseñado y concebido por Sir William Lyons como reemplazo del SP250 durante el período de 1961-1963. Daimler había asignado seis números de chasis a los prototipos del programa SP250 original: 100000, 100001 y 100002 se usaron para el SP250, lo que dejó los números de chasis 100003, 100004 y 100005 sin asignar. Sir William diseñó lo que se convertiría en el SP252 como una versión de reemplazo (o Mark II) del SP250. El chasis 100003 se equipó con dirección de piñón y cremallera como una mejora con respecto a la caja de dirección Daimler estándar. También estaba equipado con suspensión delantera con barra de torsión, igual que el E-type en un intento de mejorar la adherencia a la carretera, aunque se decía que el coche era inestable. Sir William diseñó la carrocería y Fred Gardner, que dirigía el diseño de los prototipos de carrocería de Jaguar, y que fue el maestro en la interpretación de los diseños de William Lyons, construyó una maqueta de madera y fibra de vidrio en la planta de Browns Lane. Si bien William Lyons no estaba entusiasmado con la maqueta, dio luz verde para desarrollarla más.
Este prototipo nunca se registró y luego fue desmantelado en la fábrica y desechado. Luego se fabricó una carrocería completa de fibra de vidrio y se ajustó al chasis 100004, basado en el tren de rodaje estándar SP250.
Los chasis 100003 y 100004 fueron divididos de fábrica y la carrocería del chasis 100004 se montó en un chasis SP250 de especificación "B" estándar y se le dio el último número de chasis experimental no asignado de 100005. Se le denominó SP252, siendo el único SP252 de ese tipo.
El coche estaba pintado de color granate y tenía un interior de cuero gris. William Lyons había incluido muchas señales de estilo del Jaguar E-Type, que estaba demostrando ser un gran éxito de ventas tras su lanzamiento en Ginebra en 1961. El diseño del frontal del automóvil cambió radicalmente, pareciéndose al de un MGB. El Daimler SP250 tenía luces laterales situadas por encima de los faros, que se eliminaron, siendo reemplazadas por las luces del Jaguar E-Type situadas por debajo. Los distintivos pasos de rueda ensanchados se eliminaron, produciendo una línea mucho más limpia y suave en la carrocería. El otro cambio importante fue el reemplazo de la rejilla que recordaba a un "pez sonriente", por una rejilla mucho más limpia y moderna y los parachoques de línea delgada del Jaguar E-Type. Sin embargo, hubo muy pocos cambios en las aletas traseras.
El cuadro de instrumentos era casi idéntico al del Jaguar E-Type, con el cuentarrevoluciones y el velocímetro frente al conductor. Un panel central, acabado en aluminio, contenía los cuatro indicadores más pequeños, el interruptor de luz, la llave de encendido y los interruptores auxiliares. Los controles deslizantes del calentador y el estrangulador eran igualmente idénticos a los de un Jaguar E-Type. El volante ajustable con borde de madera, el freno de mano e incluso el parabrisas, el espejo interior y el puntal y las rejillas de ventilación del parabrisas también eran piezas procedentes del E-Type.
Hubo otras mejoras debajo del capó y de la tapa del maletero, equipados con bisagras con resorte, una gran mejora con respecto a los minimalistas resortes originales del SP250. El automóvil incluso estaba equipado con tanques de combustible gemelos con una toma en cada alerón trasero, como era común en las grandes berlinas Jaguar de la época.
Como era habitual, William Lyons hizo que le llevaran el automóvil a su casa de Wappenbury Hall en Warwickshire, para que se analizara más a fondo y pidió que se completara un estudio de viabilidad. El resultado de este trabajo fue que el coche no sería viable económicamente, ya que la carrocería de fibra de vidrio del SP250 requería mucha mano de obra y el automóvil requería 2½ veces más días-hombre en construirse que un Jaguar E-Type. Esto significaba que incluso si se vendiera la versión "SP250 Mark II" del automóvil, nunca sería rentable, y en consecuencia, el proyecto se canceló. El SP252 se almacenó en una esquina de la fábrica de Browns Lane.
En 1967, Peter Ashworth, un empresario de la industria del entretenimiento y cliente habitual de Jaguar, vio el coche almacenado, y se le ocurrió que sería un buen regalo para su esposa. Logró convencer al entonces director de Jaguar, Lofty England, de que le vendiera el automóvil, que se matriculó como LHP 307F en septiembre de 1967.
Parece que la Sra. Ashworth (que ya era propietaria de una berlina V8) no estaba tan impresionada con su pesada dirección, y el SP252 encontró su camino de regreso a la fábrica donde Duncan Saunders, en ese momento Secretario General y más tarde patrón, del Daimler Lanchester Owners Club (DLOC), se lo llevó para realizar una prueba de manejo a principios de 1968. En ese momento, el odómetro mostraba tan solo 619 millas (996,2 km) y el precio de oferta rondaba las 700-800 libras.
Más tarde ese año, Tom Sweet compró el coche por 750 libras y lo guardó hasta 1994, vendiéndoselo a Brian Peacock. Fue durante la época final de Tom Sweet como propietario cuando el SP252 fue "redescubierto" y apareció en una serie de revistas de automovilismo, incluida la propia revista Driving Member de la DLOC.
En 1994, Brian Peacock lo compró y comenzó una lenta restauración que duró cerca de 9 años, completando las reparaciones del chasis, la carrocería y la revisión de los frenos y la suspensión. Hizo volver a pintar el coche, instaló un nuevo parabrisas y volvió a tapizar el interior y a revestir el capó.
Como este automóvil era un prototipo, se pasaron muchas horas evaluando la construcción de su carrocería, ya que la mayoría de las partes, además del chasis, son exclusivas del automóvil, excepto el tablero de instrumentos, que corresponde a las primeras series del Jaguar E-Type. Se instaló un modelo posterior de volante con aro de madera, que permanece en el automóvil.
Cuando el SP252 salió de fábrica carecía de una rejilla adecuada, y la que lleva hoy en día se fabricó durante el programa de restauración y sigue lo más fielmente posible a la que se ve en las fotografías de la época de 1968, donde se cree que era de cartón y papel plateado. Las tradicionales "flautas" de Daimler (barras de la rejilla) fueron hechas a mano por Brian Peacock, ya que se pensaba que un Daimler debía tener sus propias "arrugas".
El único ejemplo sobreviviente del SP252, el chasis 10005 (LHP 307F) se encuentra actualmente en exhibición en el Jaguar Daimler Heritage Trust.

## Rendimiento
Un automóvil con techo rígido probado por la revista The Motor en 1960 tenía una velocidad máxima de 123,7 mph (199,1 km/h) y aceleraba de 0 a 60 mph (96,6 km/h) en 8,9 segundos. Se registró un consumo de combustible de 25 millas por galón imp (11,3 L/100 km; 20,8 mpgAm). El coche de prueba costaba 1489 libras esterlinas, impuestos incluidos.

## Legado
Se produjeron en total 2654 unidades SP250 en cinco años, muy por debajo de la proyección de 3000 ejemplares anuales tan solo para el segundo año de fabricación.
Jaguar construyó un prototipo para actualizar el coche denominado SP252, con un estilo de carrocería más limpio, pero decidió no continuar con la producción. Según el expresidente de Jaguar, Lofty England, el costo de construir el SP252 habría sido mayor que el del popular y más caro E-Type de Jaguar, creando así una competencia interna de un producto sin margen de beneficio práctico y con una aceptación incierta en el mercado.
Jaguar utilizó el motor V8 de 2½ litros utilizado en el SP250 para impulsar la berlina más pequeña que Daimler había deseado desde el principio. Básicamente se trataba de un Jaguar Mark 2 con el motor V8 del SP250 modificado para encajar en el Mark 2, con la configuración revisada del interior, de los acabados y de la suspensión. Vendido entre 1962 y 1967 como Daimler 2½-litre V8 y de 1967 a 1969 como Daimler V8-250, fue en su momento el Daimler con las mayores cifras de producción.

### Modelismo
- Spot-on produjo un modelo del SP250 en la década de 1960, disponible en varios colores, incluidos rojo y azul claro.
- Modelos Crossway presentó otra versión en 2007, disponible en varios colores y con o sin capota.
- NOREV produjo un modelo del SP2520 de techo abierto en color BRG y también en otros colores.
- Oxford Diecasts produjo varias versiones del SP250 con ruedas de radios de alambre o llantas de acero en versiones policiales y civiles, ambas abiertas, ventanas laterales levantadas y con la parte superior cerrada.

### Apariciones en los medios
- Modesty Blaise tenía un SP250 de color marfil en las primeras versiones del libro de sus aventuras. El coche también aparecía ocasionalmente en la tira cómica.
- Un SP250 aparece brevemente en la película The Fast Lady.
- Se utilizó un SP250 verde en la serie de la ITV titulada Heartbeat en 2005.
- Se pueden encontrar otras apariciones en películas en la IMCDB.
- Un Daimler SP250 rojo aparece en la secuencia de apertura del episodio 33 de la serie de la BBC "Antiques Roadshow",[41] cuando se indica que "Mientras tanto, Fiona da una vuelta en el coche que protagoniza la secuencia de apertura del programa: el clásico Daimler Dart".
- En la película "Viva Las Vegas", se puede ver un Daimler Dart en la pantalla mientras Elvis Presley y Cesare Danova están inspeccionando el coche de Ann Margret.